# Acraea anemosa
Acraea anemosa es una especie de lepidóptero de la familia Nymphalidae. Es originaria de Sudáfrica, Suazilandia, Zimbabue, Mozambique, Malaui, Zambia, sur de Zaire (Shaba), Namibia, Angola, Tanzania, Kenia y sur de Somalia.
Tiene una envergadura de alas de 50-55 mm para los machos y 57-64 mm para las hembras. Los adultos vuelan durante todo el año en las zonas calurosas, con picos en septiembre a mayo en el sur de África. En las regiones más fría, los adultos solo se encuentran desde septiembre a mayo.
Las larvas se alimentan de  Adenia venenata.